# Józef Buzek
Józef Buzek (16. listopadu 1873 Konská – 22. září 1936 Těšín) byl rakouský vysokoškolský pedagog, statistik a politik polské národnosti z Těšínského Slezska, na počátku 20. století poslanec Říšské rady, v poválečném období člen Polského senátu.

## Biografie
Pocházel z rodiny zemědělce. Byl evangelického vyznání. Studoval německé gymnázium v Těšíně, kde maturoval roku 1894. Vystudoval Jagellonskou univerzitu a Vídeňskou univerzitu. V roce 1898 nebo 1899 získal titul doktora práv. Roku 1902 se habilitoval v oboru statistika na Lvovské univerzitě. V době svého působení v parlamentu je profesně uváděn jako univerzitní profesor ve Lvově.
Už jako gymnaziální student patřil do tajného polského spolku Jedność. Po studiích měl blízko k Polské demokratické straně. Od roku 1905 byl členem Národně demokratické strany, která byla ideologicky napojena na politický směr Endecja. V letech 1899–1902 byl na praxi v ústřední statistické komisi ve Vídni. Do roku 1910 pracoval v statistickém úřadu zemského výboru ve Lvově. Roku 1904 se stal mimořádným a roku 1910 řádným profesorem právnické fakulty Lvovské univerzity. V letech 1916–1917 byl děkanem. V roce 1905 ho místodržící Haliče Andrzej Kazimierz Potocki vyzval, aby vypracoval projekt nového volebního zákona založeného na všeobecném a rovném volebním právu.
Působil také coby poslanec Říšské rady (celostátního parlamentu Předlitavska), kam usedl ve volbách do Říšské rady roku 1907, konaných poprvé podle všeobecného a rovného volebního práva. Byl zvolen za obvod Halič 06. Mandát obhájil i ve volbách do Říšské rady roku 1911.
V roce 1907 je řazen mezi polské národní demokraty. Po volbách roku 1907 i 1911 byl na Říšské radě členem poslaneckého Polského klubu. Od roku 1911 byl místopředsedou parlamentního Polského klubu.
V letech 1919–1927 zasedal v Polském senátu (do roku 1922 ústavodárný senát), kde zpočátku působil jako nezařazený senátor, od října 1919 byl členem klubu Polské strany lidové „Piast” a byl členem předsednictva jejího klubu.
Od roku 1919 zasedal v konzistoři Evangelicko-augsburské církve v Polské republice.
V roce 1918 se stal profesorem Varšavské univerzity. V roce 1919 byl členem polské delegace na mírové konferenci v Paříži. V letech 1918–1929 působil jako první ředitel Polského statistického úřadu. Napsal řadu odborných studií. Kvůli těžké nemoci se v roce 1929 stáhl z veřejných funkcí a odstěhoval se do Těšína. Roku 1929 mu byl udělen Řád Polonia Restituta.
V souladu se svým přáním byl pohřben na evangelickém hřbitově v Konské.